# Droga N263 (Holandia)
Droga N263 (niderl. Provinciale weg N263) – jedna z holenderskich dróg krajowych. Łączy Bredę z granicą holendersko-belgijską. Znajduje się w całości w prowincji Brabancja Północna.